# Somebody to Love (film)
Pour les articles homonymes, voir Somebody to Love.
Pour plus de détails, voir Fiche technique et Distribution.
Somebody to Love est un film américain réalisé par Alexandre Rockwell, sorti le 15 septembre 1994.

## Synopsis
Mercedes rêve de devenir comédienne. En attendant, elle est taxigirl dans un nightclub. C'est là que Ernesto tombe fou amoureux d'elle. Une étrange relation les unit, et quand la jeune femme se confie à lui, elle ne se doute pas que par amour, il est capable de tout pour l'aider...

## Fiche technique
- Titre : Somebody to Love
- Réalisation : Alexandre Rockwell
- Scénario : Sergueï Vladimirovitch Bodrov et Alexandre Rockwell
- Musique : Tito Larriva et Mader
- Photographie : Robert D. Yeoman
- Montage : Elena Maganini
- Décors : J. Rae Fox
- Costumes : Alexandra Welker
- Producteurs Lila Cazès, Sergei Bodrov, Jean Cazes et Marie Cantin
- Pays de production :  États-Unis
- Format : Couleurs — 35 mm — 1,66:1 — Son : Dolby Stereo
- Genre : Comédie dramatique
- Durée : 102 minutes
- Dates de sortie :
  - Canada : 15 septembre 1994 (festival de Toronto)
  - France : 13 septembre 1995
  - États-Unis 27 septembre 1996

## Distribution
- Rosie Perez : Mercedes
- Harvey Keitel : Harry Harrelson
- Anthony Quinn : Emillio
- Michael DeLorenzo (en) : Ernesto
- Steve Buscemi : Mickey
- Stanley Tucci : George
- Gerardo Mejía : Armando
- Steven Randazzo : Nick
- Paul Herman : Pinky
- Samuel Fuller : Sam Silverman
- Francesco Messina : Francine
- Edward Lynch : Drexel
- Edward Bunker : Jimmy
- Tito Larriva : Tito
- Lelia Goldoni : une serveuse du Venice

## Autour du film
- Petites apparitions de Quentin Tarantino dans le rôle du barman et Sam Rockwell dans celui du polonais.
- Le personnage de Jimmy est interprété par Edward Bunker, auteur de romans noirs et scénariste de cinéma a qui l'on doit La Bête contre les murs, adapté au cinéma en 2000 par Steve Buscemi, qui joue ici le rôle de Mickey, sous le titre Animal Factory.